# Mali Kaletînți, Bilohirea
Mali Kaletînți (în ucraineană Малі Калетинці) este un sat în comuna Horoșiv din raionul Bilohirea, regiunea Hmelnîțkîi, Ucraina.

## Demografie
Componența lingvistică a localității Mali Kaletînți
     Ucraineană (100%)
Conform recensământului din 2001, toată populația localității Mali Kaletînți era vorbitoare de ucraineană (100%).